# Fissidens curvatus
Fissidens curvatus är en art av bladmossor i släktet fickmossor som beskrevs av Christian Friedrich Hornschuch 1841. Inga underarter finns listade i Catalogue of Life.